# يان ريتشاردز (لاعب كريكت)
يان ريتشاردز (9 ديسمبر 1957 في المملكة المتحدة - ) (بالإنجليزية: Ian Richards)‏ هو لاعب كريكت بريطاني. لعب مع نادي مقاطعة دورهام للكريكت ‏ ونادي مقاطعة نورثامبتونشير للكريكت ‏.

## وصلات خارجية
- يان ريتشاردز على موقع إي آس بي آن كريك إنفو (الإنجليزية)